# على حافة الزلزال (كتاب)
على حافة الزلزال هو كتاب من تأليف الكاتب المصري المعروف مصطفى محمود، وفي هذا الكتاب يحاول مؤلفه بأسلوبه الشيق المعروف بالسهولة شرح خفايا المنظمات السرية، ويكشف اسرار الخطط الخفية الخبيثة لتحطيم الإنسانية، وشرح مفهوم الإرهاب كما يراه الغرب وكيف نجحوا بإلصاق مصطلح الدين بالإرهاب، بعد أحداث 11 أيلول/سبتمبر 2001، ودعا للصحوة العربية لأنها السبيل الوحيد للخلاص ويقول في إحدى صفحات كتابه: (إنه وباء القرن الواحد والعشرين وطاعون المستقبل والمسلمون المستهدفون في كل مكان عليهم أن يضموا الأيدى ليصدوا هذا الخطر المتسلل عبر الحدود المفتوحة في كل مكان، وعبر الهواء والفضائيات والإعلام وعبر الصحيفة والخبر والفيلم والكتاب ووسائل غسيل المخ التي تعبر الحدود وتنساح في كل بيت، فالكلمة هي الطلقة الخفية وهي القذيفة والصاروخ وهي الجاسوس الخفي الذي يغتال القلب ويلوث الضمير بكل ألوان الفساد، وبروتوكولات حكماء آل صهيون هي ما تفتقت عنه أذهان دهاقنة الصهاينة في إفساد شعوب العالم وحكوماته، وقد لعنهم أنبياؤهم في التوراة كما لعنهم المسيح في الأناجيل الثلاثة كما لعنهم الله في قرآنه).

## وصلات خارجية
- تحميل كتاب على حافة الزلزال من موقع مكتبة النور